# Città sotto inchiesta
Città sotto inchiesta (Town on Trial) è un film del 1957 diretto da John Guillermin.

## Trama
Una giovane donna attraente viene uccisa in un tennis club a Oakley Park, un elegante sobborgo di Londra.